# Gorfou du Fiordland
Eudyptes pachyrhynchus
Espèce
Sous-espèces de rang inférieur
- Eudyptes pachyrhynchus atratus
- Eudyptes pachyrhynchus pachyrhynchus

Statut de conservation UICN

 VU A2be+3bce+4bce;C1+2a(i) : Vulnérable
Le Gorfou du Fiordland (Eudyptes pachyrhynchus) est une espèce d'oiseaux de la famille des Sphenisciformes vivants sur les côtes sud de Nouvelle-Zélande et sur l'île Stewart. Il passe 75 % de son temps en mer, le reste du temps il revient sur terre pour se reproduire.
On le connaît aussi sous les noms de Gorfou de Victoria et de Gorfou des fjords. Comme les autres gorfous, il se distingue par une touffe de plumes de chaque côté de sa tête appelée aigrette. On estime la population à 3 000 couples.

## Description
Le gorfou du Fiorland mesure entre 50 et 55 cm et pèse entre 2 et 5 kg selon la saison. Il porte un plumage noir sur le dos et blanc sur le ventre. Il possède deux bandes de plumes jaune clair partant au-dessus des yeux et allant vers l'arrière de la tête. Il n'existe pas de différence notable entre la femelle et le mâle.

## Habitat

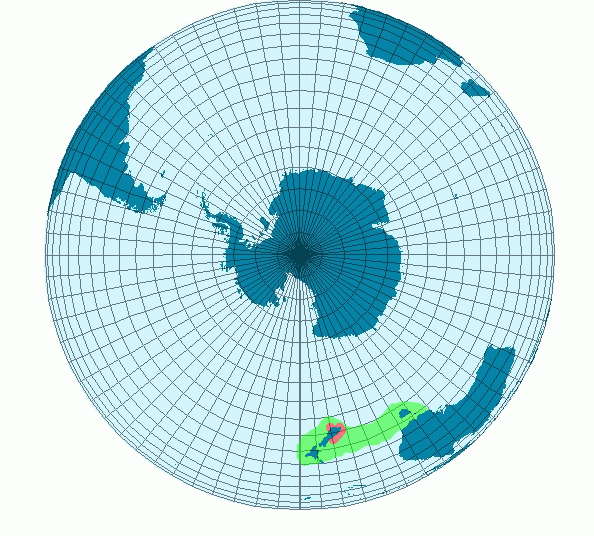
Carte de répartition du gorfou du Fiordland

Carte représentant les zones de reproduction et d'habitation du manchot Gorfou du Fiorland.
En vert, les zones où vit le gorfou du Fiordland.
En rouge, les zones de reproduction.
Ce manchot comporte deux sous-espèces. La première Eudyptes pachyrhynchus atratus se reproduit isolée sur les îles Snares. Tandis que l'autre espèce Eudyptes pachyrhynchus pachyrhynchus se reproduit sur les côtes sur de la Nouvelle-Zélande. Ce manchot se reproduit dans la forêt tropicale. Il nidifie individuellement, ou perdu dans une colonie, près de la côte. Leurs nids sont dans des caves en surplomb composés à la base de bois et de végétations denses.

## Comportement
Une unique étude semble indiquer que le gorfou du Fiordland se nourrit de 85 % de calmars, et le reste de crustacés et de poissons. Le fait le plus marquant est  que ce manchot passe les mois d'hivers seul en mer (75 % de l'année). Vers juillet, il revient vers les côtes pour se reproduire. Ce manchot semble être un animal nocturne.

## Reproduction
Le cycle de reproduction commence vers juin/juillet. Les mâles arrivent sur leurs lieux de reproduction deux semaines avant les femelles. En juillet la femelle pond deux œufs vert pâle. Comme les Gorfous Sauteurs le premier œuf pondu n'est pas viable (de très rares cas de réussite).
Pendant 30 à 36 jours l’œuf est couvé par le mâle et la femelle pendant des cycles de 5 à 12 jours. Après l'éclosion, le mâle reste 2 à 3 semaines encore à couver et à garder le nid, tandis que la femelle fait des aller-retour entre la mer et le nid pour nourrir le poussin par régurgitation.
Après ces semaines passées, le poussin est capable de s'autoréguler. Il est alors laissé à une crèche si le nid a été fait dans une colonie ou il est laissé seul. Une crèche est un regroupement de poussins permettant d'accroître les chances de survie. Les parents le nourrissent alors tous les deux. À l'âge de 75 jours, le poussin prend la mer. Il ne reviendra pour se reproduire que dans 5 ans.